# 方圆庙
方圆庙是位于北京市海淀区香山南路南河滩西万安山东麓的藏传佛教格鲁派寺院。现已无存。

## 历史
方圆庙建于乾隆二十七年（1762年），分为方庙、圆庙。《钦定日下旧闻考·卷一百三·郊垧西十三》载：“香林室稍西有圆庙、方庙，其制皆平顶有堞如碉房之式，中建佛楼，亦乾隆二十七年建。”香林室是宝相寺的建筑，故可知方圆庙位于宝相寺以西。
《内务府奏销档》载：
乾隆三十八年十二月初六日。奴才福隆安、英廉谨奏：为遵旨奏办事，查得宝谛寺于乾隆十五年十一月设立喇嘛二百名，于内府闲散内挑补，令其习学经卷。又于二十四年奉旨，大报恩延寿寺添喇嘛四十名。二十八年宝相寺添喇嘛六十名。今除大报恩延寿寺喇嘛四十名外，宝谛寺、宝相寺、常龄寺、方圆庙、梵香寺、实胜寺等六庙现分住喇嘛二百六十名。此内遵旨拨给新建正觉寺喇嘛四十名，仍挑补四十名。钦此。除应拨正觉寺之喇嘛四十名业已选熟于经艺者如数拨注外，其应补挑四十名喇嘛之缺，奴才等请交管理宝谛寺事务大臣四格和尔经额会同内务府大臣等照例于内府幼丁内挑补。至六庙现有僧房尽可足用，仍令照常居住。谨此奏闻等因缮片于初六日具奏。奉旨：知道了。钦此。
清朝时，以宝谛寺为中心，形成了一组满族藏传佛教寺庙群。这组寺庙包括：宝谛寺、宝相寺、长龄寺、方圆庙、梵香寺、实胜寺。这组寺庙群距离团城演武厅很近。这组寺庙群后毁于八国联军之手。方圆庙今无建筑留存。